# Tanyptera (Mesodictenidia) tsurugiana
Tanyptera (Mesodictenidia) tsurugiana is een tweevleugelige uit de familie langpootmuggen (Tipulidae). De soort komt voor in het Palearctisch gebied.